# Bubo philippensis
Bubo philippensis là một loài chim trong họ Strigidae.